# Cis (dźwięk)
Cis (C♯) – podwyższony za pomocą krzyżyka dźwięk c. Cis stanowi tonikę gam Cis-dur i cis-moll. W stroju równomiernie temperowanym jest enharmonicznie równoważny dźwiękom des i hisis.
W stroju współczesnym (zdefiniowanym w normie ISO 16), dźwięk cis¹ (w oktawie razkreślnej) ma częstotliwość ok. 277,2 Hz.